# Nososticta plagioxantha
Nososticta plagioxantha är en trollsländeart som först beskrevs av Maurits Anne Lieftinck 1932.  Nososticta plagioxantha ingår i släktet Nososticta och familjen Protoneuridae. IUCN kategoriserar arten globalt som sårbar. Inga underarter finns listade i Catalogue of Life.